# 瓢ヶ岳パーキングエリア
瓢ヶ岳パーキングエリア（ふくべがたけパーキングエリア）は、岐阜県郡上市にある東海北陸自動車道のパーキングエリア (PA) である。下り線（小矢部砺波方面）のみ設置されている。一般道からも利用可能。
第三セクターのネーブルみなみが管理している。

## 道路
- E41 東海北陸自動車道

## 施設

### 下り線（金沢・高山方面）
- 駐車場
  - 大型18台
  - 小型29台
- トイレ
  - 男性 大6（和式2・洋式4）・小6
  - 女性 16（和式2・洋式14）
    - 同伴の男児用 1

  - 車椅子用 1
- スナック (7:00 - 19:00)
- ショッピング (7:00 - 19:00)
- 自動販売機

このほか、予備の仮設トイレが16基設置されている。

## 隣
E41 東海北陸自動車道
(7) 美並IC - 瓢ヶ岳PA（下りのみ）- (8) 郡上八幡IC